# Virginia Dighero
Virginia Dighero-Zolezzi (ur. 24 grudnia 1891, zm. 28 grudnia 2005) – Włoszka znana z długowieczności.
Przez pewien czas była uważana za rekordzistkę długowieczności we Włoszech; w czerwcu 2005 poprawiła wynik Marii Teresy Fumaroli, która zmarła dwa lata wcześniej w wieku 113 lat, a we wrześniu t.r. także Amalii Ruggieri Barone (starszej o kilka miesięcy od Fumaroli Ligorio, ale zmarłej na emigracji w USA). Ostatecznie jednak rekord długowieczności we Włoszech został pobity 28 listopada 2010 przez Venere Pizzinato-Papo. Po śmierci Holenderki Hendrikje van Andel-Schipper w sierpniu 2005 Virginia Dighero została najstarszą żyjącą osobą w Europie. Zmarła cztery dni po ukończeniu 114 lat.
W chwili śmierci w klasyfikacji najstarszych osób na świecie, prowadzonej przez Księgę Guinnessa i amerykański ośrodek badawczy Gerontology Research Group, zajmowała 7. miejsce. Klasyfikacje te są niepełne (obejmują jedynie osoby o odpowiednio udokumentowanej dacie urodzenia) i uzupełniane na bieżąco, co pokazuje przykład Ekwadorki Marii Capovilli, uznanej za najstarszą osobę na świecie z ponad półtorarocznym opóźnieniem.